# 尹趾完
尹趾完（1635年—1718年），字叔麟，號東山。本貫坡平尹氏，朝鮮王朝文臣。

## 生平
1682年，朝鮮肅宗任命尹趾完為正使、李彥綱為副使，出使日本，慶祝德川綱吉繼任幕府將軍。這也是朝鮮王朝第七次向日本派出通信使。
此後，他在肅宗在位期間出任過右議政之職。死後諡號忠正，配享肅宗廟廷。

## 家族
父尹絳，吏曹判書。